# Rineloricaria lima
Rineloricaria lima és una espècie de peix de la família dels loricàrids i de l'ordre dels siluriformes que es troba a Sud-amèrica.